# Sophia von Kielmansegg, contessa di Darlington
Sophia Charlotte von Kielmansegg, contessa di Darlington e contessa di Leinster (Osnabrück, 10 aprile 1675 – Londra, 20 aprile 1725), è stata una nobildonna tedesca.

## Biografia
Nata baronessa von Platen und Hallermund, era la figlia di Clara Elisabeth von Meysenburg, baronessa von Platen und Hallermund, e di Ernesto Augusto, elettore di Hannover. Il marito di sua madre, Franz Ernst, barone von Platen, era ufficialmente suo padre ma il fatto che lei fosse la figlia illegittima del principe elettore era noto a corte. Nel 1689 al padre adottivo venne concesso il titolo di conte.

## Matrimonio
Sofia stabilì uno stretto rapporto con il fratellastro, il quale succedette al trono britannico come Giorgio I nel 1714. Nel 1701, sposò Johann Adolf, barone von Kielmansegg (1668-1717), vice maestro di cavalleria. Ebbero due figli: Charlotte (1703-1782) e Georg Ludwig (1705-1785).

### Alla corte britannica
Quando Giorgio divenne re di Gran Bretagna sulla morte della Regina Anna nel 1714, Sofia e la sua famiglia lo seguirono a Londra, dove intrattenne ottimi rapporti con cortigiani inglesi del re, ma era in competizione per l'influenza con l'amante di Giorgio, Melusina von der Schulenburg.
Quando a Melusina venne concesso il titolo di Duchessa di Munster, nel 1716, e di Duchessa di Kendal, nel 1719, Sofia fu creata contessa di Leinster, nel 1721, contessa di Darlington e baronessa Brentford un anno più tardi.

## Morte
La contessa morì nella sua casa di San James il 20 aprile 1725 e fu sepolta nell'Abbazia di Westminster. Diana, Principessa del Galles, era una dei suoi discendenti.

## Ascendenza
|                                                           |                       |                                       | Genitori                                       |  |  | Nonni |  |  | Bisnonni                            |  |  | Trisnonni                           |  |
|                                                           |                       |                                       |                                                |  |  |       |  |  | Wilhelm, duca di Brunswick-Lüneburg |  |  | Ernst I, duca di Brunswick-Lüneburg |  |
|                                                           |                       |                                       |                                                |  |  |       |  |  | Wilhelm, duca di Brunswick-Lüneburg |  |  | Ernst I, duca di Brunswick-Lüneburg |  |
|                                                           |                       | Sophie von Mecklenburg-Schwerin       |                                                |  |  |       |  |  | Wilhelm, duca di Brunswick-Lüneburg |  |  |                                     |  |
| Georg, duca di Brunswick-Lüneburg                         |                       |                                       |                                                |  |  |       |  |  | Wilhelm, duca di Brunswick-Lüneburg |  |  |                                     |  |
|                                                           |                       | Dorotea di Danimarca                  | Christian III, re di Danimarca                 |  |  |       |  |  |                                     |  |  |                                     |  |
|                                                           |                       | Dorotea di Danimarca                  | Christian III, re di Danimarca                 |  |  |       |  |  |                                     |  |  |                                     |  |
|                                                           |                       | Dorotea di Danimarca                  | Dorothea von Sachsen-Lauenburg                 |  |  |       |  |  |                                     |  |  |                                     |  |
| Ernst August, duca di Brunswick-Lüneburg                  |                       | Dorotea di Danimarca                  |                                                |  |  |       |  |  |                                     |  |  |                                     |  |
|                                                           |                       | Ludwig V, langravio d'Assia-Darmstadt | Georg I, langravio d'Assia-Darmstadt           |  |  |       |  |  |                                     |  |  |                                     |  |
|                                                           |                       | Ludwig V, langravio d'Assia-Darmstadt | Georg I, langravio d'Assia-Darmstadt           |  |  |       |  |  |                                     |  |  |                                     |  |
|                                                           |                       | Ludwig V, langravio d'Assia-Darmstadt | Magdalena zur Lippe                            |  |  |       |  |  |                                     |  |  |                                     |  |
| Anna Eleonore von Hessen-Darmstadt                        |                       | Ludwig V, langravio d'Assia-Darmstadt |                                                |  |  |       |  |  |                                     |  |  |                                     |  |
|                                                           |                       | Magdalena von Brandenburg             | Johann Georg, principe elettore di Brandeburgo |  |  |       |  |  |                                     |  |  |                                     |  |
|                                                           |                       | Magdalena von Brandenburg             | Johann Georg, principe elettore di Brandeburgo |  |  |       |  |  |                                     |  |  |                                     |  |
|                                                           |                       | Magdalena von Brandenburg             | Elisabeth von Anhalt                           |  |  |       |  |  |                                     |  |  |                                     |  |
| Sophia von Kielmansegg, contessa di Darlington e Leinster |                       | Magdalena von Brandenburg             |                                                |  |  |       |  |  |                                     |  |  |                                     |  |
|                                                           | Johann von Meisenburg | Johann von Meisenburg                 |                                                |  |  |       |  |  |                                     |  |  |                                     |  |
|                                                           | Johann von Meisenburg | Johann von Meisenburg                 |                                                |  |  |       |  |  |                                     |  |  |                                     |  |
|                                                           | Johann von Meisenburg | Dorothea von Schachten                |                                                |  |  |       |  |  |                                     |  |  |                                     |  |
| Georg Philipp von Meysenbug, signore di Zuschen           | Johann von Meisenburg |                                       |                                                |  |  |       |  |  |                                     |  |  |                                     |  |
|                                                           |                       | Anna Elisabeth von Wallenstein        | Hans von Wallenstein                           |  |  |       |  |  |                                     |  |  |                                     |  |
|                                                           |                       | Anna Elisabeth von Wallenstein        | Hans von Wallenstein                           |  |  |       |  |  |                                     |  |  |                                     |  |
|                                                           |                       | Anna Elisabeth von Wallenstein        | Anna von Wolmeringhausen                       |  |  |       |  |  |                                     |  |  |                                     |  |
| Clara Elisabeth von Meisenbug                             |                       | Anna Elisabeth von Wallenstein        |                                                |  |  |       |  |  |                                     |  |  |                                     |  |
|                                                           |                       | Wilhelm von Meisenburg                | Wilhelm von Meisenburg                         |  |  |       |  |  |                                     |  |  |                                     |  |
|                                                           |                       | Wilhelm von Meisenburg                | Wilhelm von Meisenburg                         |  |  |       |  |  |                                     |  |  |                                     |  |
|                                                           |                       | Wilhelm von Meisenburg                | Anna Sabina von Hörda                          |  |  |       |  |  |                                     |  |  |                                     |  |
| Anna Elisabeth von Meysenbug                              |                       | Wilhelm von Meisenburg                |                                                |  |  |       |  |  |                                     |  |  |                                     |  |
|                                                           |                       | Margaretha von Dörnberg               | Johann Adrian von Dörnberg                     |  |  |       |  |  |                                     |  |  |                                     |  |
|                                                           |                       | Margaretha von Dörnberg               | Johann Adrian von Dörnberg                     |  |  |       |  |  |                                     |  |  |                                     |  |
|                                                           |                       | Margaretha von Dörnberg               | Gertrude von Calenberg                         |  |  |       |  |  |                                     |  |  |                                     |  |
|                                                           |                       | Margaretha von Dörnberg               |                                                |  |  |       |  |  |                                     |  |  |                                     |  |